# Lagoleptus
Lagoleptus — род наездников из семейства Ichneumonidae (подсемейство Tryphoninae). Описано 5 видов.

## Распространение
Распространены широко. Один вид известен в восточной Палеарктике, один в Северной Америке, один в Индии, два из Коста-Рики.

## Описание
Мелкие наездники, длина крыла 3—5 мм. Тело довольно плотное, однако ноги и 1-й тергит брюшка длинные и стройные. Крылья большие.

## Список видов
В составе рода:
- Lagoleptus palans Townes, 1969
- Lagoleptus rugipectus Townes, 1969
- Lagoleptus indicus Gupta, 1993